# Andrew Noble, 2. Baronet

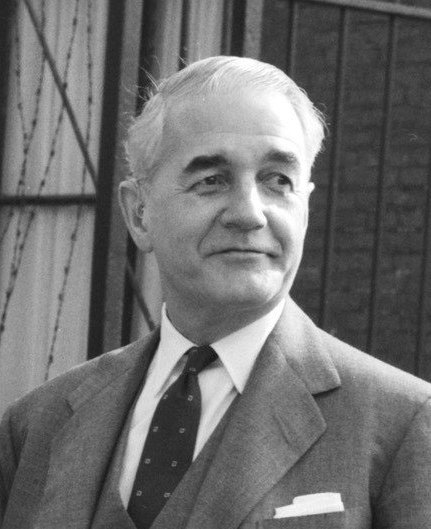
Andrew Noble (1961)

Sir Andrew Napier Noble, 2. Baronet KCMG (* 16. September 1904; † 30. April 1987) war ein britischer Adliger und Diplomat.

## Familie, Ausbildung und Adelstitel
Noble war der älteste Sohn des Rüstungsunternehmers Sir John Noble, 1. Baronet, aus dessen Ehe mit Amie Walker-Waters. Er besuchte das Eton College und schloss ein Studium am Balliol College der Universität Oxford als Bachelor of Arts ab. 1938 erbte er beim Tod seines Vaters dessen Adelstitel als Baronet, of Ardkinglas in the County of Argyll.
1934 hatte er Sigrid Michelet († nach 2003), Tochter des norwegischen Diplomaten Johan Michelet, geheiratet. Mit ihr hatte er drei Kinder:
- Sir Iain Andrew Noble, 3. Baronet (1935–2010), ⚭ 1990 Lucilla Charlotte James Mackenzie;
- Laila Ilona Noble (* 1937), ⚭ (1) 1958 Kenneth Magnus Spence, ⚭ (2) 1995 George Robert Embelton;
- Sir Timothy Peter Noble, 4. Baronet (* 1943), ⚭ 1976 Elizabeth Mary Aitken.

## Diplomatische Karriere
1928 trat er als Sekretär in den britischen Diplomatischen Dienst ein und wurde in Anerkennung seiner dortigen Verdienste 1947 als Companion des Order of St. Michael and St. George (CMG) ausgezeichnet. Von 1951 bis 1954 war er Gesandter (englisch minister) in Finnland und wurde 1954 als Knight Commander des Order of St. Michael and St. George (KCMG) ausgezeichnet. Von 1954 bis 1956 war er britischer Botschafter in Polen, von 1956 bis 1960 in Mexiko und von 1960 bis 1964 in den Niederlanden.